# 士嘉堡線
3號士嘉堡線（英語：Line 3 Scarborough），原稱士嘉堡輕鐵（Scarborough RT），曾經是一條位於加拿大安大略省多倫多士嘉堡的捷運綫，由多倫多公車局（TTC）營運，1985年通車，2023年停運。本綫全長6.4公里，並曾設有6個車站。與TTC轄下的另外三條地鐵綫不同，士嘉堡輕鐵是一條中型運載量鐵路，並採用龐巴迪運輸製造的直線電動機運轉列車，而非傳統的重型地鐵列車。縱雖如此，本綫在行政管理上仍被TTC歸類為多倫多地鐵系統中的一條路綫，並於路綫圖上以藍色顯示。
此線於1985年通車後大致維持原狀，並包含多倫多地鐵系統內客流量最低的其中兩個車站。2000年代末起，多倫多市政府探討此線去向，包括延長此線、將此線改建成現代輕軌、或關閉此線並伸延地鐵2號線以取代之。多倫多市議會於2013年通過採納上述第三個方案，為地鐵2號線增建一條設有三個車站的延線，將之從堅尼地站伸延至士嘉堡城市中心以取代3號線。然而，為了節省建築開支並將款項改撥予其他公共交通項目，市政府於2016年宣布2號線延線只設一個車站，並預期於2026年完成。安大略進步保守黨籍省長道格·福特於2019年宣布將2號線延線改回設有三個車站，建築開支由省政府承擔，並承諾於2030年完成。
多倫多公車局原計劃在2023年11月停止運營3號線，並以接駁巴士代替3號線的服務，直到2號線延線投入使用為止（暫定於2030年）。然而，3號線於2023年7月發生脫軌事故，導致該線提前四個月永久關閉。2023年3月，公車局計劃將堅尼地站和艾斯美站之間的部分現有車道轉換為巴士通行道，目標是到2025年完成。

## 名稱
此線於1985年通車時稱為士嘉堡輕鐵（Scarborough RT，簡稱SRT），英文名中的「RT」代表捷運（rapid transit）。TTC内部過去曾將此線編號為603號線，後則改為3號線，但TTC多年來一直沒有對外宣傳這些編號。TTC終在2013年10月宣布對外公布地鐵和輕鐵路線編號，此線遂於2014年3月正式改稱「3號士嘉堡線」。

## 歷史

### 規劃及運作
TTC於1970年代開始計劃在士嘉堡興建軌道交通。當時的士嘉堡區政府曾倡議將布魯亞-丹佛線（即現地鐵2號線）從堅尼地站伸延至士嘉堡城市中心，但沿途一帶的人口密度較低，TTC認為興建重型鐵路未必符合成本效益。當局轉而研究其他可行方案，最終決定興建一個中型鐵路系統：當局會興建與其他交通分隔的專用路段，但派遣有軌電車行駛該路段，以提供重鐵和路面電車之間的折衷辦法。
與此同時，安大略省政府亦正開發一種可以採用無人駕駛方式運行的中型載客量捷運系統（Intermediate Capacity Transit System，ICTS）以應用於GO通勤鐵路。然而，加拿大聯邦政府隨後修改了鐵路條例，令GO鐵路無需使用這種新技術。安省政府仍然希望能夠在這項目上回本，因此與TTC展開磋商，企圖説服後者將新綫改為使用ICTS技術。當時新綫的設計工序已大致完成，部分工程（如堅尼地站的士嘉堡綫月台）亦已展開，省政府因此答允會支付新綫改用ICTS技術的一切開支。TTC和士嘉堡區政府於1981年6月接納省政府的建議，TTC並於同年11月落實購入24架ICTS車輛，士嘉堡輕鐵再於1985年3月22日通車。由於此線大部分路段於地面或架空運行，稱之為「地鐵」（subway）便名不符實，因此TTC為這條路綫命名時改為使用（即捷運）的簡寫「RT」。

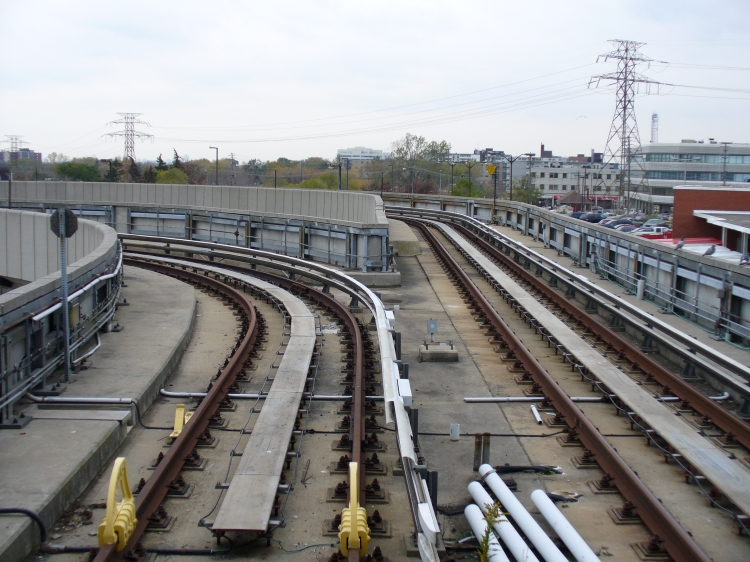
堅尼地站的環形迴車道

然而，西端終點站堅尼地站的設計卻為士嘉堡輕鐵的運作帶來問題。該站的士嘉堡綫月台是根據當初使用有軌電車的方案設計：有軌電車只於車頭設有駕駛台，不能單靠鉸剪位掉頭，TTC因此於月台以西興建一條環形迴車道，讓電車在西行綫月台卸客後駛離月台，再經過此環形迴車道駛回車站的東行綫月台。士嘉堡輕鐵項目改為使用ICTS技術後，TTC沒有更改列車掉頭的安排，因此在列車兩端均設駕駛台的ICTS列車也只好靠環形軌道掉頭。問題出於環形軌道是為電車而設，其半徑比ICTS列車所需為短，令ICTS列車通過這段路軌時屢次出軌。TTC遂將卡車組合從1列4卡縮短至1列2卡，並將這段路軌的速度限制從每小時10公里下調至5公里，但未能根治此問題。當局終於在1988年中關閉士嘉堡輕鐵3個月以便於堅尼地站進行改建工程，包括加設鉸剪位以便ICTS列車掉頭，以及將車站設計從雙線改為單線，月台因此變成西班牙式佈局。工程沒有拆除環形迴車道，該軌道至今仍然存在。

### 去留
隨著士嘉堡線現有ICTS列車的車齡日增，TTC亦開始考慮車隊輪替的問題。現有的ICTS Mark I系列車已經停產，而TTC的選擇則包括從溫哥華架空列車購入二手Mark I列車、改建現有月台以迎合Mark II列車、或改用路面電車的車輛（即恢復當年的方案）。此外，當局亦曾數度考慮將布魯亞-丹佛線從堅尼地站伸延至士嘉堡來取代士嘉堡線，但地鐵列車不能安全地通過現有士嘉堡線走綫上的急彎，而另覓走綫則不合乎成本效益，因此布魯亞－丹佛線的延伸方案過去被認為是不可取。
及至21世紀初，士嘉堡線的去留仍未有定案。時任多倫多市長苗大衛曾於2009年聯同時任安大略省省長麥堅迪宣佈撥款將士嘉堡輕鐵從ICTS系統改建為傳統輕鐵線，並往東北伸延至百年理工學院和雪柏東路，但方案沒有落實。新任市長羅柏特·福特則於2011年提出將艾靈頓輕鐵全線地下化，並將之與士嘉堡線合併，構成一條新的艾靈頓－士嘉堡線（Eglinton-Scarborough Crosstown line），全線與其他交通分隔並以輕鐵車輛行駛，全長約25（15.5英里），造價約為82億元，當時定於2020年全線完工。然而，該項方案不獲多倫多市議會接納。
市議會終在2013年10月以24票對20票通過將布魯亞－丹佛線伸延至士嘉堡中心，並於此後關閉士嘉堡線。延線包括三個新車站，項目造價約為35億6千萬元。市議會再於2017年3月通過延線採用麥高雲道走線，並不於堅尼地站和士嘉堡中心站之間另設車站以減低項目造價。延線全長6.2（3.9英里），當時估計造價達33.5億加元，定於2026年第二季開通。

興建中的2號線延線（綠色）和3號線的原有走線（灰色）

2019年4月，省長道格·福特（即前市長羅柏特·福特之兄長）宣布地鐵2號線延線改回設有三個車站，建築開支由省政府承擔，並承諾於2030年完成。然而市長莊德利於2020年12月表示，3號線壽命極有可能在2號線延線通車前數年便告終結。TTC因此研究以巴士服務取代3號線，直至2號線延線通車為止。

### 替代巴士服務、3號線永久封閉
TTC於2021年2月建議在2023年全面停駛3號線，並以巴士服務取代。當局再於2022年4月建議在3號線停駛後將堅尼地站和艾斯美站之間，全長4-（2.5-英里）的部分原有3號線車道轉換為巴士通行道。該巴士通行道將設三站，分別位於摩亞基路（Mooregate Avenue）/泰拉路（Tara Avenue）、羅倫斯東路和艾斯美道。巴士線在艾斯美站和士嘉堡中心站之間則駛經艾斯美道和冰梨道。現有的3號線美蘭站和麥高雲站，以及該兩站之間的3號線車道則永久封閉。巴士通行道將沿用至最少2號線延線通車為止，其後則去向未定。
2023年7月24日，一列3號線列車中的最後一卡在艾斯美站以南出軌，當時車上45人中有5人報稱受傷。事後3號線全線封閉以便當局進行調查，而TTC則於同年8月24日宣布3號線永久封閉。新任市長鄒至蕙於同月承諾斥資5千5百萬元興建巴士通行道，預期需時兩年完成。
當局計劃於2023年第四季分別沿堅尼地道北行線和美蘭路南行線增設巴士專線，以便巴士在堅尼地站和士嘉堡中心站之間直通運行。巴士專線將鬆上紅色油漆，並於交通燈交界處獲優先通行。使用上述專線的巴士需時17至22分鐘往返堅尼地站和士嘉堡中心站；從3號線車道改建而成的巴士通行道開通後，行車需時將減至15分鐘。3號線營運期間，列車只需10分鐘往返該兩站。
TTC分階段以巴士服務取代3號線，如下：
| 有效期                         | 堅尼地站與士嘉堡中心站之間走線:4 | 行車需時:19 |
| ------------------------------ | --- | ----------- |
| 2023年7月24日 — 2023年8月25日  | 臨時3號線巴士替代服務，取道美蘭路、進步路、冰梨道和崔坦道，不設巴士專線                                                                                  | 20–30分鐘   |
| 2023年8月26日 — 2023年11月18日 | 903號士嘉堡中心快速巴士線，取道堅尼地道（北行）、美蘭路（南行）、進步路、冰梨道和崔坦道，設有巴士專線                                                    | 18–25分鐘   |
| 2023年11月19日 — 2026年        | 八條TTC巴士線的南端總站將從士嘉堡中心站南延至堅尼地站，讓乘客節省3分鐘轉車時間。巴士線將取道堅尼地道（北行）、美蘭路（南行）、艾斯美道、冰梨道和崔坦道。 | 17–22分鐘   |
| 2026年 — 2030年                | 堅尼地站和艾斯美站之間，全長4-（2.5-英里）的部分原有3號線車道轉換為巴士通行道。介乎艾斯美站和士嘉堡中心站之間的巴士繼續取道艾斯美道、冰梨道和崔坦道。    | 15分鐘      |

## 走綫及設施
士嘉堡線的走綫大致呈L字狀，從西南方總站堅尼地站起向北運行，介乎堅尼地道和美蘭大道之間約4公里的地面路段與加拿大國家鐵路和GO通勤鐵路的路軌平行。隨後改為向東架空運行，經過士嘉堡中心商場後抵達麥高雲站。
本綫的車廠位於麥高雲站以東，足以應付當時ICTS車隊的日常維修工作。但車輛若需進行大型維修的話，則需靠貨車運載至TTC的堅活車廠。
堅尼地站和士嘉堡中心站皆為無障礙設計。

## 車站

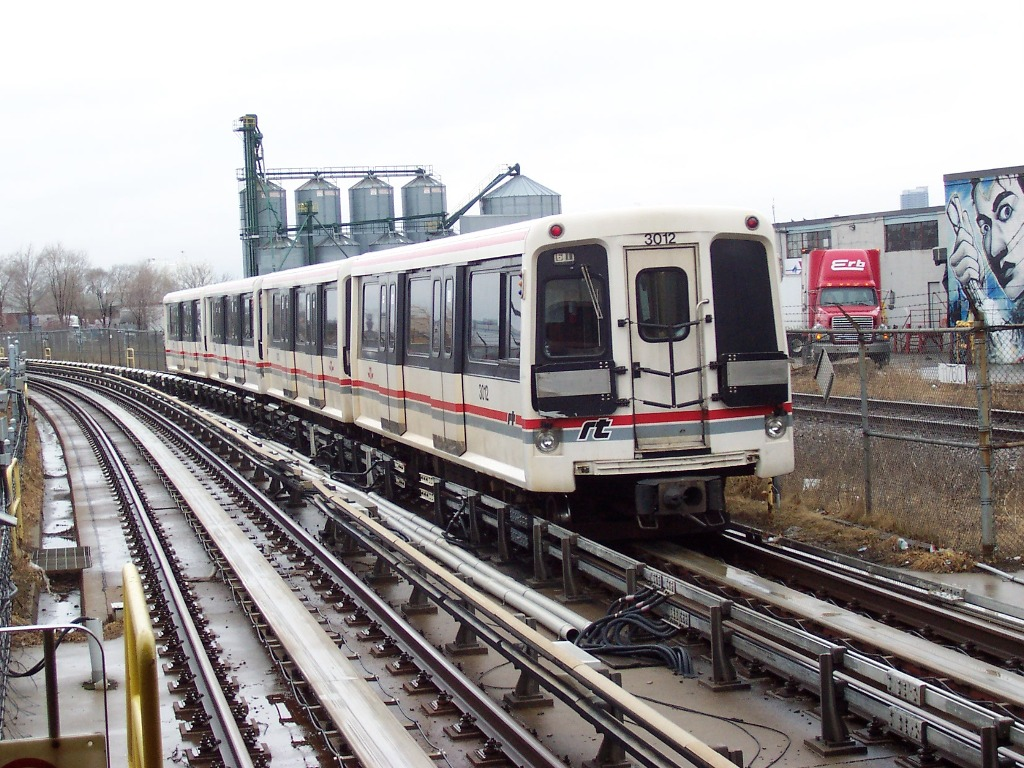
士嘉堡輕鐵於1985年至2015年間使用的原有塗裝（攝於2006年）

| 中文站名   | 英文站名 | 連接路線                        | 啟用日期      |
| ---------- | -------- | ------------------------------- | ------------- |
| 士嘉堡線   |          |                                 |               |
| 麥高雲     |          |                                 | 1985年3月22日 |
| 士嘉堡中心 |          |                                 | 1985年3月22日 |
| 美蘭       |          |                                 | 1985年3月22日 |
| 艾斯美     |          |                                 | 1985年3月22日 |
| 羅倫斯東   |          |                                 | 1985年3月22日 |
| 堅尼地     |          | 布魯亞－丹佛線 GO鐵路GO堅尼地站 | 1985年3月22日 |